# Campionati europei di canoa/kayak sprint 1934
I Campionati europei di canoa/kayak sprint 1934 sono stati la 2ª edizione della competizione continentale. Si sono svolti a Copenaghen, in Danimarca. Gli atleti hanno preso parte a 10 eventi in totale, 9 gare maschili e 1 femminile.

## Medagliere
| Pos.   | Paese          | Oro | Argento | Bronzo | Totale |
| ------ | -------------- | --- | ------- | ------ | ------ |
| 1      | Germania       | 6   | 6       | 3      | 15     |
| 2      | Cecoslovacchia | 2   | 1       | 4      | 7      |
| 3      | Austria        | 1   | 0       | 1      | 2      |
| 4      | Danimarca      | 1   | 0       | 0      | 1      |
| 5      | Svezia         | 0   | 2       | 0      | 2      |
| 6      | Francia        | 0   | 1       | 0      | 1      |
| 7      | Paesi Bassi    | 0   | 0       | 2      | 2      |
| Totale | Totale         | 10  | 10      | 10     | 30     |

## Podi

### Uomini
| Evento           | Oro                                               | Perform. | Argento                                             | Perform. | Bronzo                                       | Perform. |
| Canoa C-1 1000M  | Erich Koschik                                     | 6:26,00  | Bohumil Silny                                       | 7:20,00  | Bohuslav Karlík                              | 5:26,00  |
| Canoa C-2 1000M  | Cecoslovacchia Jan Brzák-Felix Vladimír Syrovátka | 5:28,00  | Germania nazista Heinz Osenburg Max Richter         | 5:45,20  | Cecoslovacchia Zdenek Vizner Alois Cigner    | 5:46,20  |
| Canoa C-2 10000M | Cecoslovacchia Jan Brzák-Felix Vladimír Syrovátka | 53:32,20 | Germania nazista Otto Hermanns Christian Holzenberg | ???      | Cecoslovacchia Karel Koniczek Zdenek Skrdlan | ???      |
| Kayak K-1 1000M  | Ewald Tilker                                      | 5:07,40  | Nils Wallin                                         | 5:13,10  | Louis Kloth                                  | 5:13,40  |
| Kayak K-2 1000M  | Germania nazista Ewald Tilker Fritz Bondroit      | 4:35,00  | Germania nazista Helmut Cämmerer Max Stange         | 4:37,20  | Paesi Bassi Wim van der Kroft Nicolaas Tates | 4:47,60  |
| Kayak K-1 10000M | Jurgen Bohm                                       | 49:41,00 | Nils Wallin                                         | 49:43,00 | Edi Kleckers                                 |          |
| Kayak K-2 10000M | Germania nazista Paul Liebrecht Albert Schörn     | 46:16,20 | Germania nazista Gottfried Kleiber Ludwig Zahn      | ???      | Paesi Bassi Wim van der Kroft Nicolaas Tates | ???      |
| Kayak F-1 10000M | Gregor Hradetzky                                  | 53:01,20 | Henri Eberhardt                                     | 54:09,60 | Hans Rein                                    | 54:46,60 |
| Kayak F-2 10000M | Germania nazista Willi Horn Erich Hanisch         | 49:22,00 | Germania nazista Gerhard Schmidt Karl Ruske         | 50:24,00 | Austria Viktor Kalisch Karl Steinhuber       | 51:06,00 |

### Donne
| Evento    | Oro                       | Perform. | Argento      | Perform. | Bronzo          | Perform. |
| Kayak K-1 | Lieselotte Brettschneider | 3:36,80  | Else Bromeis | 3:40,40  | Marta Pavlisová | 3:42,40  |